# The MagPi

The MagPi est un magazine gratuit consacré aux Raspberry Pi lancé en mai 2012 et aujourd'hui édité par la Fondation Raspberry Pi.

## Historique
Le premier numéro du magazine est sorti en mai 2012 à l'initiative d'un groupe de bénévoles. En mars 2015, pour la sortie du numéro 31, il est annoncé que la gestion du magazine a été transférée à la fondation Raspberry Pi.
En décembre 2015, le numéro 40 diffusé en kiosque est accompagné d'un Raspberry Pi zero, dernier ordinateur produit par la fondation. La distribution d'un ordinateur « gratuit » accompagnant une revue est une première, rendue possible par le faible cout de l'ordinateur, 4 £. Ce numéro est épuisé dès les premières heures, des numéros se vendant sur EBay jusqu'à 10 fois leur prix original.